# PL-12

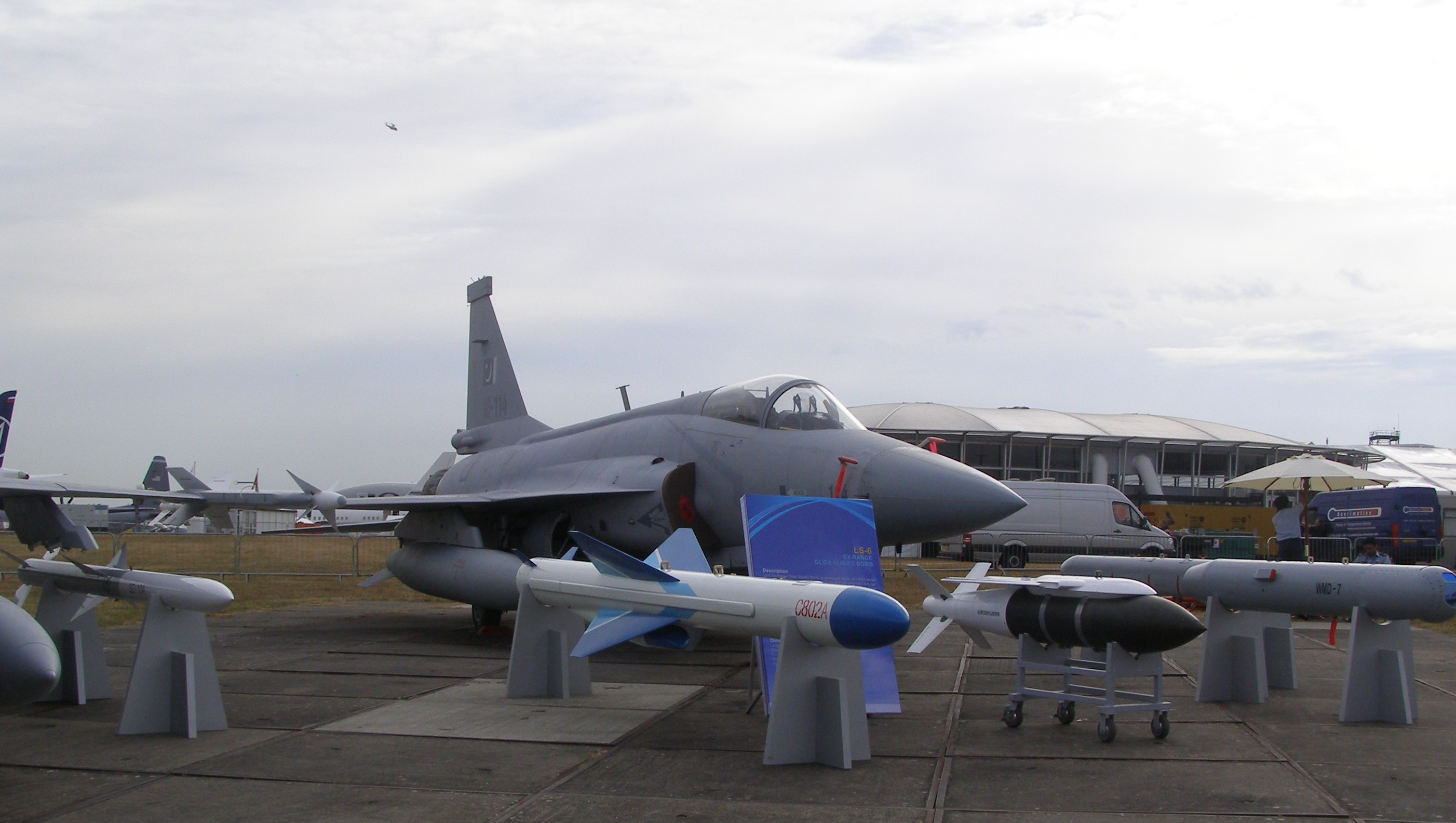
SD-10A em exposição, com o caça leve JF-17 no Farnborough International Airshow 2010.

O PL-12 (chinês simplificado: 霹雳-12, pinyin: Pī Lì-12, lit. ‘Relâmpago-12’) é um míssil ar-ar guiado por radar para combate além do alcance visual (BVR), desenvolvido pela República popular da China. Ele é considerado comparável ao  AIM-120 AMRAAM  americano e ao R-77 russo.

## Desenvolvimento histórico
A primeira informação pública do PL-12 da Leihua- então chamado de SD-10 - surgiu em 2001. O desenvolvimento foi assistido pelas empresas Vympel e Agat da Rússia. Acredita-se que Liang Xiaogeng tenha sido o designer-chefe. Quatro testes de disparos  bem sucedidos foram feitos em 2004. Em 2005, o míssil foi divulgado como PL-12.

## Descrição
O PL-12 pode ter inicialmente utilizado o radar e datalink do R-77 russo, ou sistemas de beneficiados das transferências de tecnologia da Rússia ,com os sistemas locais sendo o motor do foguete e fuselagem, entre outros. O PL-12 pode ter um modo de guiamento por radar passivo para usar contra jammers e aeronaves AEW.

## Variantes
- SD-10 (ShanDian-10, 闪电-10) - versão de Exportação do PL-12. Há também um SD-10B.
- DK-10A - Míssil superfície-ar com alcance de 3 a 50 km e altitude de 30 m a 20 km. Também chamado de Sky Dragon 50, SD-50, Tianlong 50, GAS2.[5] Muito semelhante ao NASAMS.
- SD-30  - Outro míssil superfície-ar, revelado pela primeira vez em Zhuhai Airshow 2018.[6]
- LD-10 (雷电-10) -Míssil anti radiação[7]

## Operadores
China

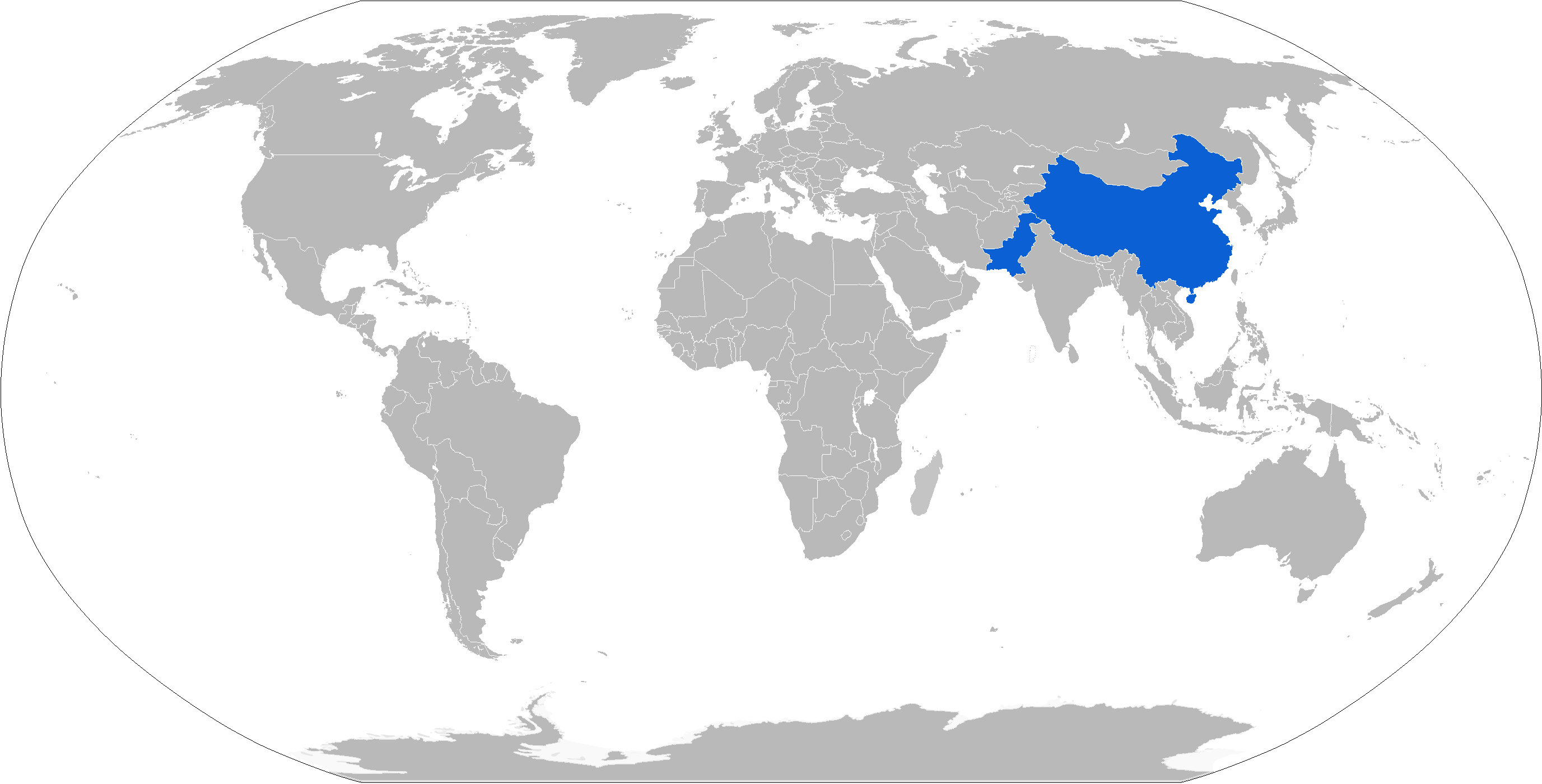
Mapa com PL-12 operadores em azul

- Força Aérea do Exército Popular de Libertação
- Força Aérea Naval do Exército Popular de Libertação

 Paquistão
- Força Aérea do Paquistão (PAF)

 Marrocos
- DK-10A usados pelo sistema de SAM Sky Dragon 50.[8]

### Armas semelhantes
- AIM-120 UNIDOS
- R-77